# IC 5110
IC 5110 је спирална галаксија у сазвјежђу Индијанац која се налази на листи објеката дубоког неба у Индекс каталогу.
Деклинација објекта је - 60° 0' 7" а ректасцензија 21h 30m 43,5s. Привидна величина (магнитуда) објекта IC 5110 износи 13,1 а фотографска магнитуда 14,1. IC 5110 је још познат и под ознакама ESO 145-7, AM 2126-601, PGC 66878.